# Zimní čas

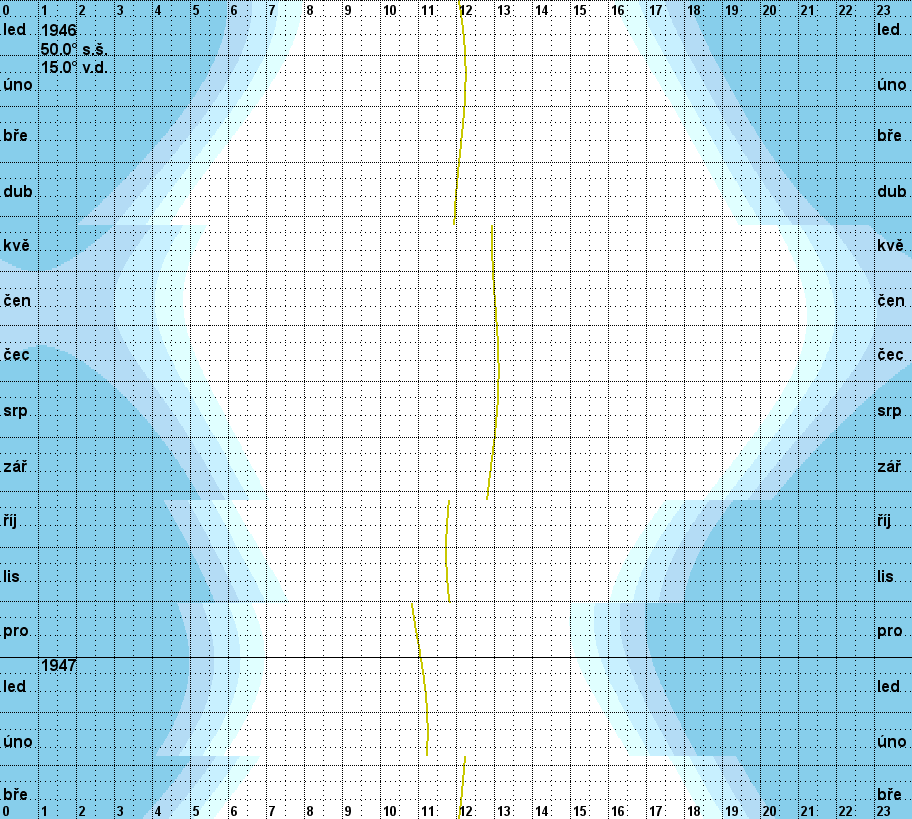
Čas svítání a soumraku u Kouřimi od ledna 1946 do března 1947. Od 1. prosince 1946 do 23. února 1947 platil zimní čas.

Zimní čas je úprava měření času, při které se v zimních měsících roku používá čas posunutý zpět oproti běžnému pásmovému času. Používá se v Irsku a Chile, v minulosti se používal též v Namibii a jednorázově byl použit v Československu. 
Jako zimní čas se někdy chybně označuje standardní pásmový čas jako protiklad letního času, tedy čas používaný v zimě.

## Československo
Ústavodárné Národní shromáždění republiky Československé dne 21. listopadu 1946 zmocnilo zákonem č. 212/1946 Sb., o zimním čase, vládu, aby nařízením zaváděla odchylkou od středoevropského času zimní čas a určovala jeho počátek a konec. Zákon nabyl účinnosti dnem vyhlášení 27. listopadu 1946 a vláda republiky Československé pod vedením Klementa Gottwalda vydala k témuž dni a v téže částce Sbírky zákonů a nařízení republiky Československé vládní nařízení č. 213/1946 Sb., kterým zavedla zimní čas posunutý o jednu hodinu oproti středoevropskému času od 1. prosince 1946 (3:00 → 2:00 h) do 23. února 1947 (2:00 → 3:00 h) - tedy posunutí času opačným směrem, než je tomu u letního času (časový rozdíl oproti letnímu času činil 2 hodiny).
Důvodovou zprávu vládního návrhu zákona tvořil jediný odstavec o několika větách. Vláda v něm tuto úpravu označila za obdobu zákona č. 54/1946 Sb., o letním čase. Jako důvod opatření uvedla hospodářské okolnosti, zejména nedostatek výkonu v elektrárnách, jimž se nedostávalo asi 10 % výkonu k překonání ranní a večerní špičky mezi 7.–8. hod. a mezi 16.–20. hod. středoevropského času. Zavedení zimního času mělo přispět k příznivějšímu rozložení zátěže a tím k nerušené dodávce elektrického proudu. Právní výbor národního shromáždění přijal k návrhu stručné usnesení, jímž sněmovně doporučil přijmout zákon v navrženém znění.
Zákon č. 212/1946 Sb. nebyl nikdy zrušen, s československým právním řádem jej převzaly Česká republika i Slovenská republika a jejich vlády tedy stále mají platné zmocnění zimní čas zavést. Nikdy však již znovu zaveden nebyl, v zimě vždy platil standardní středoevropský čas (SEČ).

## Irsko
Irsko užívá standardní irský čas (Irish Standard Time, IST, irsky Am Caighdeánach Éireannach, UTC+1) během letní poloviny roku a  světový čas (Greenwich Mean Time, GMT = UTC) během zimní poloviny roku. Zimní čas je zde aplikován od roku 1971. V roce 1968 zákon o standardním čase zavedl jako čas pro obecné účely (standardní čas) čas o hodinu uspíšený před greenwichským časem (UTC+1). Zákon byl změněn novelou z roku 1971, která pro zimní období zavedla greenwichský hlavní čas. Posun času je tedy definován opačně než ve většině zemí Evropské unie, kde platí standardní čas v zimě a letní je oproti němu posunutý, ale výsledek je obdobný. Zimní čas v Irsku platí od 02:00 IST poslední neděle v říjnu (posun na 01:00 GMT) do 01:00 GMT poslední neděle v březnu (posun na 02:00 IST).

## Namibie
Zimní čas byl také používán v letech 1994–2017 v Namibii. Od dubna do září (zimní období na jižní polokouli) byl čas posouván o hodinu zpět (na UTC+1, západoafrický čas) oproti standardnímu namibijskému času (UTC+2, středoafrický čas).

## Chile
Do roku 2015 se v kontinentální Chile používal jako standardní čas UTC−4 a na Velikonočním ostrově UTC−6. Přibližně od října do března zde každoročně platil letní čas UTC−3. V lednu 2015 chilská vláda oznámila, že dosavadní letní čas bude platit celoročně jako standardní. V roce 2015 se skutečně čas neměnil, ale v roce 2016 byla změna času obnovena na základě zpětné vazby od veřejnosti ohledně záškoláctví v zimních měsících, problémů se staršími počítači a elektronickými zařízeními a zpráv pěstitelů ovoce o 15% ztrátě produktivity. Od roku 2016 je v Chile zaváděn zimní čas UTC−4 (na Velikonočním ostrově UTC−6) na tři měsíce, od druhé soboty v květnu do druhé soboty v srpnu. V roce 2017 bylo zavedeno nové časové pásmo pro region Magalhãesův region a chilská Antarktida, v této zóně platí standardní čas UTC−3 celoročně.